# Centronycteris maximiliani
Centronycteris maximiliani — є одним з видів мішкокрилих кажанів родини Emballonuridae.

## Поширення
Країни поширення: Бразилія, Колумбія, Французька Гвіана, Гаяна, Перу, Суринам, Венесуела. Ці кажани як правило, спочивають у дуплах дерев. Повітряні комахоїдні. Знайдено в зрілих лісах і вторинних лісах.  

## Загрози та охорона
Загрозою є збезлісення. Можна припустити, вид зустрічається в деяких охоронних територіях.